# Francis Healy
Francis 'Fran' Healy (Stafford, Inglaterra; 23 de julio de 1973) es el vocalista, compositor y guitarrista de la banda escocesa Travis desde 1991, cuando aún se llamaban "Glass Onion". Es el autor de la mayoría de las canciones de Travis.
Desde el primer material discográfico de Travis, Healy demostró ser un compositor y vocalista esencialmente melódico, cuyas canciones pueden transmitir tanto optimismo como melancolía. Una muestra clara de este eclecticismo emocional se puede apreciar en el disco The invisible band, donde Flowers in the window (la canción más alegre del disco) engancha con "The Cage" (la más triste).
Influenciado fuertemente por artistas como Joni Mitchell, Fran se ha ganado un lugar ventajoso dentro de los grandes artistas que provienen de las islas británicas.
Fran Healy lanzó en octubre del 2010 su primer trabajo en solitario, un álbum con el título de Wreckorder, en el que participan Paul McCartney y Neko Case.

## Primeros años
Aunque nacido en Stafford (Inglaterra), Healy se crio en Glasgow, la ciudad escocesa de donde proceden sus padres. Su madre regresó a Escocia tras el divorciarse de su marido debido al comportamiento agresivo de este último. Como consecuencia de este hecho, Healy sigue rechazando cualquier contacto con su padre. El músico ha comentado que tanto su madre como su abuela fueron sus principales influencias durante su infancia.
Healy asistió a la escuela secundaria de Holyrood, en Glasgow. Es un aficionado a las comedias de género británicas de los 70, un interés de sus primeros años.
A pesar de que durante su educación primaria fue premiado por sus capacidades musicales al cantar una canción tradicional escocesa vestido con un kilt, Healy no se interesó en volver a cantar hasta su adolescencia. Su afición por componer canciones empezó a tomar cuerpo en 1986, cuando a la edad de 13 años tuvo su primera guitarra y se quedó fascinado al ver a Roy Orbison interpretar su famoso tema Pretty Woman en televisión. Las primeras canciones que tocó en aquella guitarra fueron clásicos del rock, como Johnny B. Good de Chuck Berry o 3 Steps To Heaven de Eddie Cochran. Su primer tema propio, titulado "Mr. Mullen Blues", trataba de manera cómica sobre el director de su escuela y fue interpretado por Healy durante un concurso de talentos escolar, sin reconocimiento del jurado. Tocó en un par de bandas de la escuela hasta que Neil Primrose, el batería de una banda de Glasgow llamada Glass Onion, le preguntó si querría hacer una prueba. Este grupo acabaría convirtiéndose en Travis, nombre en honor del protagonista del film  Paris, Texas del director alemán Wim Wenders.
El primer sencillo de Travis, "All I Want to Do Is Rock", fue compuesto por Healy en el transcurso de una visita a Millport, una pequeña isla en el fiordo de Clyde. Se había desplazado allí con la única intención de componer la mejor canción de sus canciones, y hasta él mismo se sorprendió del resultado. A pesar de su éxito desde entonces como compositor, no cuenta con formación musical. A medida que Travis ha ido adquiriendo peso en la escena musical, Healy ha seguido siendo el principal letrista/compositor de la banda, así como su portavoz y miembro más conocido.

## Música
Su trabajo compositivo ha sido alabado por músicos de la talla de Paul McCartney, Elton John y Noel Gallagher. En 2005, el cantante de Coldplay Chris Martin se llamó a sí mismo "un pobre fan de Fran Healy". 
En el transcurso de algunas entrevistas, Healy ha reconocido recibir influencias por músicos como Joni Mitchell, Paul McCartney y Graham Nash (de The Hollies y Crosby, Stills, Nash and Young), con los que en la mayoría de casos ha tocado. Aunque toca principalmente la guitarra, también interpreta y compone con el piano.
El 24 de febrero de 2024, Healy participó en el evento Treasure Club From New York en el Foro Indie Rocks de la Ciudad de México, junto a CJ Ramone.

### Travis
La banda de Healy, Travis, es un grupo de rock alternativo de Glasgow (Escocia. Ha recibido dos veces el galardón de mejor álbum británico del año en los premios anuales BRIT Awards, y ha allanado el camino a otras bandas como Coldplay y Keane. Travis ha publicado siete álbumes de estudio, empezando por Good Feeling en 1997 y con el reciente "10 Songs" en 2020.

## Activismo
Healy forma parte del movimiento Make Poverty History y junto con Travis ha tocado en los conciertos de Live 8 celebrados en Londres y Edimburgo. También ha participado en la nueva grabación del famoso tema Do They Know It's Christmas? con numerosos artistas británicos reunidos bajo el nombre de Band Aid 20. Healy y su amigo Nigel Godrich también ejercen funciones en esta ONG.
Ha realizado dos viajes a Sudán con la ONG Save the Children, para la cual ha lanzado una enorme campaña a nivel mundial, con el fin de ayudar a evitar la muerte innecesaria de 10 millones de niños al año.
También ha sido parte activa como portavoz en numerosos actos contra la guerra de Irak.

## Vida personal
Desde el año 2000, Healy mantiene una relación con la fotógrafa alemana y antigua maquilladora Nora Kryst. Su primer hijo, un niño llamado Clay Kryst, nació en marzo de 2006. Tras vivir en Londres durante 12 años, la familia se trasladó a Berlín en febrero de 2008, al tiempo que conserva su apartamento londinense. Healy también cuenta con un apartamento en el barrio del Soho, en Nueva York. 
Durante los últimos años de la década de los 90 y los primeros del 2000, Healy hizo famoso el corte de pelo "hoxton fin".

## Equipo
- 1956 Fender Telecaster Sunburst
- 1958 Fender Telecaster Butterscotsch
- 1964 Fender Telecaster Black
- 1970 Fender Telecaster Natural White
- Fender Mustang Candy Apple Red
- Fender Mustang Olympic White
- Fender Thinline Telecaster Mahogany & Sunburst
- Martin 12 String Acoustic
- Martin D-18 Acoustic
- Vox AC30
- Marshall Amplifiers

## Discografía

### Álbumes de estudio
- Wreckorder (2010)